# Sclerotherapie
Sclerotherapie of sclerocompressietherapie is de behandeling van spataders door er een irriterende stof in te spuiten. Deze stof, het sclerosans, wekt een ontstekingsreactie van de vaatwand op. Door na het inspuiten het been te zwachtelen worden de vaten dichtgedrukt, en fibroseert de spatader sneller en met minder klachten. Als sclerosans wordt tegenwoordig vooral polidocanol gebruikt. De behandeling wordt uitgevoerd door flebologen, vaatchirurgen of soms ook dermatologen, en vooral toegepast op spataders aan de benen. Alternatief voor deze behandeling is de zogenaamde "flebectomie volgens Muller".

## Varianten
- Echogeleide sclerocompressietherapie: een echo-doppler-apparaat wordt gebruikt om dieper gelegen vaten te kunnen behandelen, en daarbij het aanprikken van het juiste vat te vergemakkelijken.
- (Echogeleide) foamsclerose: het sclerosans wordt vermengd met lucht tot een schuim. Omdat dit schuim voor het grootste deel uit lucht bestaat, is het tijdens echografie goed te onderscheiden van weefsels in de omgeving. Het schuim is echodens. Bovendien maakt het schuim beter contact met de vaatwand, zodat grotere vaten met beter effect behandeld kunnen worden (vooral de vena saphena parva, vena saphena magna en vena accessoria lateralis).[1]
- In bijzondere situaties, zoals veneuze malformaties, wordt ook wel röntgendoorlichting in combinatie met contrastvloeistof gebruikt om te controleren of het juiste vat wordt aangeprikt. Als sclerosans wordt dan bijvoorbeeld ethanol 96% gebruikt. Deze behandeling kan worden uitgevoerd door een interventie-radioloog.

## Complicaties
De behandeling geeft zelden complicaties. Blijkbaar kunnen spataders (niet goed functionerende vaten) gemist worden. De meest voorkomende reactie is verkleuring van de huid, door sclerosans wat buiten het vat terechtkomt. Een pijnlijke streng in het verloop van het behandelde vat (tromboflebitis) ontstaat als het vat niet goed wordt dichtgeduwd. Ernstiger reacties zijn zeer zeldzaam, de belangrijkste zijn:
- Het risico op diepveneuze trombose is gering. Dit geldt voor zowel scleroseren met vloeistof als met schuim (foamsclerose).
- Een anafylactische reactie op het sclerosans.
- Abusievelijk inspuiten in een slagader kan necrose van een huidgebied geven.